# Lophodermium juniperinum
Lophodermium juniperinum är en svampart som först beskrevs av Elias Fries, och fick sitt nu gällande namn av De Not. 1847. Lophodermium juniperinum ingår i släktet Lophodermium och familjen Rhytismataceae.  Arten är reproducerande i Sverige. Inga underarter finns listade i Catalogue of Life.